# أغ ورن
أغ ورن هي قرية في مقاطعة ميانة، إيران. عدد سكان هذه القرية هو 76 في سنة 2006.